# Groupement d'intervention et de neutralisation
Le groupement d'intervention et de neutralisation (GIN) est une unité d'intervention spécialisée de la gendarmerie nationale algérienne.
Cette unité fait partie des unités d'intervention de premier degré[Quoi ?] rejoignant ainsi les sections de sécurité et d'intervention (SSI) de la gendarmerie.
Elle fait partie des unités d'élite de la gendarmerie avec le détachement spécial d'intervention (DSI) ainsi qu'avec les sections de sécurité et d'intervention (SSI).

## Historique
Les groupements d'intervention et de neutralisation ont été initialement créés en 2009, la première unité a vu le jour dans la wilaya de Sidi Bel Abbès au niveau de la 2e région militaire.
Cependant, c'est à partir de 2013 que la plupart des unités actuelles ont vu le jour à la suite de la réorganisation du GIN voulue par le commandement de la gendarmerie nationale. Leur panel de mission a donc ainsi été élargi et leur organisation a été modifiée. 
Le GIN appartient au groupement d’intervention (GI) qui est l'unité anti-émeute et de maintien de l'ordre de la gendarmerie, et les groupes sont stationnés directement au sein des sièges des GI.
On retrouve donc pour le moment des unités de GIN dans la wilaya de Sidi Bel Abbès, Alger, Blida, Jijel et Tipaza et dans d'autres wilayas.
Ils sont venus rejoindre les sections de sécurité et d'intervention (SSI) avec qui ils travaillent conjointement.
De plus certaines unités de SSI ont été fusionnées avec des unités de GIN comme ce fut le cas à Alger et à Blida.
Les unités de SSI et de GIN sont assez similaires en matière d'équipement et sont facilement confondues par la population. Cependant, leurs panels de missions sont assez différents de l'un de l'autre.

## Organisation
Le GIN est donc positionné au sein des unités de GIR réparties un peu partout en Algérie. Chaque groupe possède plusieurs unités spécialisées telles que des unités cynophiles, des unités de libération d'otages, de maintien de l'ordre.

## Missions
Le GIN a pour missions :
- L'appui aux unités de maintien de l'ordre et anti-émeute lors de manifestations ou d'événements divers
- L'appui aux brigades territoriales afin de contribuer à la sécurité ainsi qu'à la préservation de l'ordre public[2]
- L'appui opérationnel aux membres du détachement spécial d'intervention (DSI) ou aux groupements d'intervention (GI) lors de crises majeures[2]
- La lutte contre les trafics illicites[2]
- L'intervention lors de situations de trouble à l'ordre public[2]
- L'arrestation de groupes criminels et de gangs spécialisés [2]
- L'antigang[2]
- L'escorte de détenus dangereux ou de hautes personnalités
- La lutte antiterroriste et la libération d'otages en milieu confiné ou autres[1]
- L’interpellation « musclée » au domicile de criminels

## Formation et entrainement
Les membres du GIN sont recrutés directement dans les unités de GIR ou directement au sein des brigades de gendarmerie, ils sont donc formés au niveau du détachement spécial d'intervention (DSI) aux sports de combat, au tir, au combat en zone urbaine, semi-urbain...
Certains membres sont aussi formés au parachutisme au niveau de l'école supérieure des troupes spéciales (ESTS) de Biskra, ainsi qu'aux techniques de commandos à l'école de formation commando et d'initiation au parachutisme (EFCIP) de Boghar.
De plus, chaque année, prend lieu un exercice de grande envergure au niveau de chaque région militaire où ces dernières sont évaluées.

## Armement et équipement individuel

### Armement
Tous les gendarmes du GIN sont en double dotation (arme de poing en complément d'un fusil d'assaut). En plus de cela, ils possèdent des armes et des équipements spécifiques qui varient selon la nature de l'intervention.

#### Armes de poing
- Makarov PM
- Caracal

#### Fusils d'assaut
- AKM
- AKMS

#### Fusils de précision
- SVD
- Zatsava M93 (en)

#### Fusils mitrailleurs
- PKM

#### Autres
- Taser
- Bâton télescopique
- Gaz lacrymogène
- Grenades (assourdissantes, répulsifs, flash etc.)

### Équipement individuel
- Combinaison verte
- Gilet tactique
- Bottes
- Cagoule
- Gants de combat
- Ceinturon
- Holster de cuisse ou de hanche
- Gilet pare-balles
- Casque
- Lunettes de protection ou masque de protection
- Menottes

## Moyens de transport

### Véhicules4X4
- Toyota Land Cruiser
- Mercedes-Benz Classe G
- Véhicules banalisés

### Minibus anti émeute
- Mercedes-Benz Sprinter
- Iveco Daily

## Moyen d'appui

### Hélicoptères
- Agusta A.109
- Aérospatiale AS350 Écureuil de la Gendarmerie nationale algérienne